# چارلی آدامز (بازیکن فوتبال)
چارلی آدامز (انگلیسی: Charlee Adams؛ زادهٔ ۱۶ فوریهٔ ۱۹۹۵) بازیکن فوتبال اهل بریتانیا است.
از باشگاه‌هایی که در آن بازی کرده است می‌توان به باشگاه فوتبال لینکولن سیتی، باشگاه فوتبال بیرمنگام سیتی، و باشگاه فوتبال وستهام یونایتد اشاره کرد.
وی همچنین در تیم ملی C فوتبال انگلیس بازی کرده است.